# Природоохранные территории Кайзерсверта (Дюссельдорф)

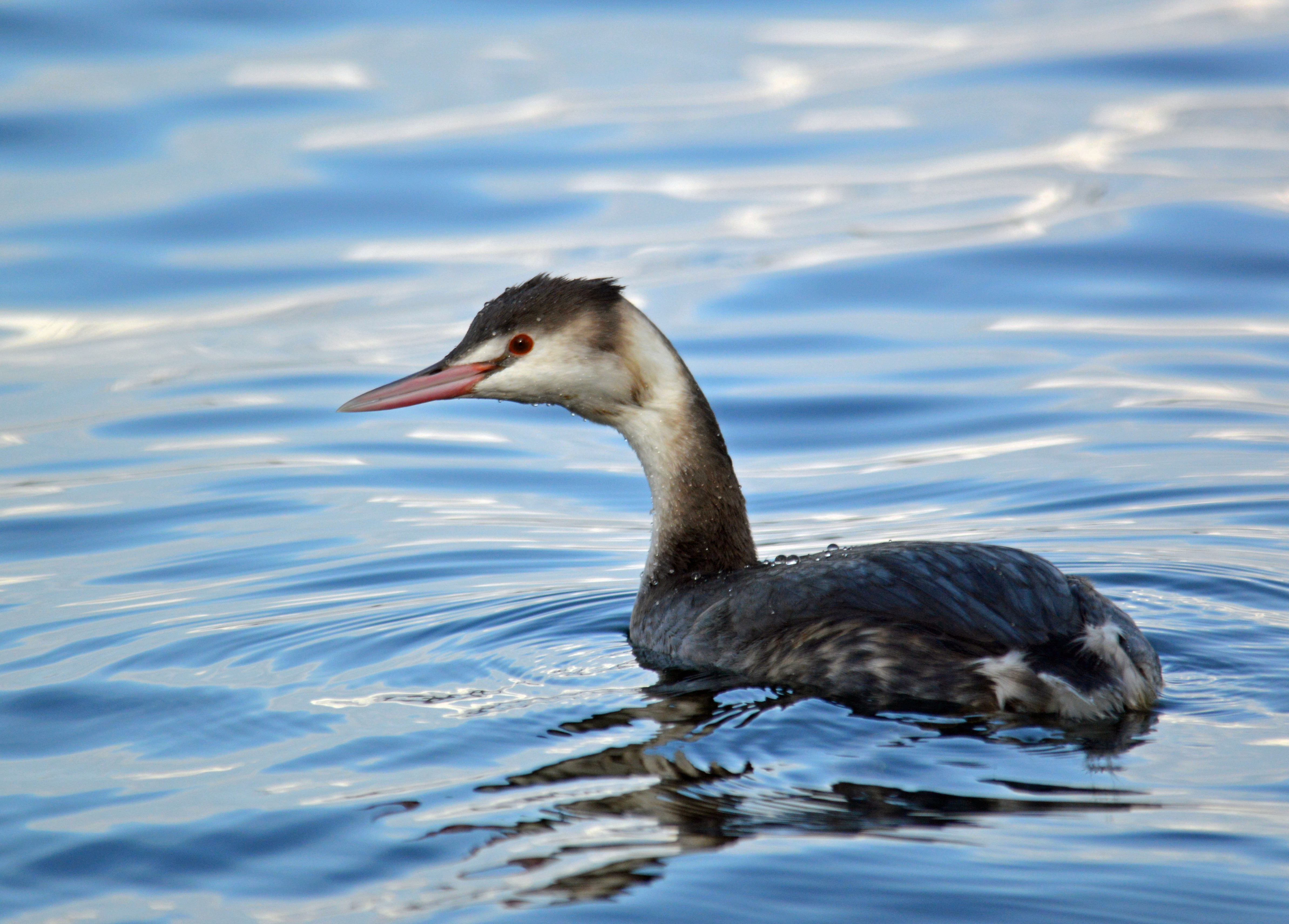
Большая поганка. Охраняется в одном из биотопов Кайзерсверта.

Кайзерсверт, несмотря на бедность территории растительными сообществами, выделил и поставил под контроль 18 природоохранных территорий, среди которых 9 крупных биотопов и 9 старых аллей посаженных вдоль дорог и улиц. Кроме того, за качеством грунтовых вод следят 28 автоматическиü станции, размещённые по всей территории административного района.

## Экологическая катастрофа
Крупная проблема Кайзерсверта — выявленная в 2012 году загрязнённая канцерогенными органическими веществами (перфтороктансульфоновая кислота и перфтороктановая кислота) территория от Международного аэропорта Дюссельдорфа до Рейна. Проблема в том, что эти вещества не разлагаются в природной среде, накапливаясь в грунтовых водах и почвах. В настоящее время территория загрязнения захватила почти всю заселённую территории Кайзерсверта, включая старую центральную историческую часть района. Степень загрязнения — до 5000 нг/л., максимально у источника загрязнения до 20 000 нг/литр.
Главная причина загрязнения — применяемые при тушении крупных пожаров вещества. Кайзерсверт имеет два источника загрязнения, находившимся недавно на территории международного аэропорта — пожарной части и месту тренировок пожарных по тушению крупных пожаров на северо-западной границе аэропорта. В настоящее время проводятся крупные экологические мероприятия по ликвидации последствий и источников загрязнения в зоне аэропорта и Кайзерсверте. Городскими властями создана специальная комиссия и ежегодно до жителей загрязнённых территорий доводятся сведения как по мониторингу загрязнения, так и по мерам профилактики. Последний выпуск информации с подробными картами территорий загрязнения, включая весь Дюссельдорф, был опубликован в апреле 2016 года.
Важно, что и соседний Лохаузен (к югу от Кайзерсверта) также пострадал от аэропорта. Это произошло после того, когда там потушили загоревшийся в январе 2005 года самолёт Atlas Air. С того времени область обнаруженных следов PFT-веществ распространилась на половину административного Лохаузен.

## Список природоохранных территорий
| Номер   | Шифр        | Фотография | Название и местоположение                                                                                   | Находящиеся под охраной растения и животные | Площадь га | Год образования   |
| Биотопы | Биотопы     | Биотопы    | Биотопы | Биотопы | Биотопы    | Биотопы           |
| ------- | ----------- | ---------- | --- | --- | ---------- | ----------------- |
| 1       | BK-4606-004 |            | Разрушенный замок-таможня Кайзерпфальц и ближайши е к нему территории берега Рейна                          | Растения: Постенница иудейская (Ausgebreitetes Glaskraut), Постенница лекарственная (Aufrechtes Glaskraut), Очиток едкий. Животные: Чёрный стриж, Горихвостка-чернушка, Белая трясогузка. | 0.72       | 1978              |
| 2       | BK-4606-005 |            | | |            |                   |
| 3       | BK-4606-008 |            | | |            |                   |
| 4       | BK-4606-014 |            | | |            |                   |
| 5       | BK-4706-001 |            | | |            |                   |
| 6       | BK-4706-002 |            | | |            |                   |
| 7       | BK-4706-005 |            | | |            |                   |
| 8       | BK-4706-009 |            | | |            |                   |
| 9       | BK-4706-012 |            | Три озёра на месте выработанных песчано-гравийных карьеров. Названы именами Свитберта, Ламберта и Флиднера. | Растения: Ракитник венечный, Черёмуха поздняя, Тростник обыкновенный. Животные: Водяная ночница, Большая поганка, Зелёный дятел.                                                          | 41.6       | 1980              |
| Номер   | Шифр        | Фотография | Название и местоположение                                                                                   | Общие сведения о древесных насаждениях | Длина м    | Год начала охраны |
| Аллеи   |             |            | | |            |                   |
| 1       | AL-D-0001   |            | Бург-аллея (Burgallee). Рядом с Кайзерпфальцем.                                                             | Липы европейские «Паллида». Посажены в 1926-1950 годах. | 297        | 2008              |
| 2       | AL-D-0004   |            | | |            |                   |
| 3       | AL-D-0250   |            | | |            |                   |
| 4       | AL-D-0251   |            | | |            |                   |
| 5       | AL-D-0252   |            | | |            |                   |
| 6       | AL-D-0253   |            | | |            |                   |
| 7       | AL-D-0254   |            | | |            |                   |
| 8       | AL-D-0255   |            | | |            |                   |
| 9       | AL-D-0256   |            | | |            |                   |